# A Mosoly-rend lovagja
A Mosoly-rend lovagjai (eredeti cím: Kawaler Orderu Uśmiechu) 1979-ben bemutatott lengyel rajzfilm, amely Lolka és Bolka című televíziós rajzfilmsorozat alapján készült.
Lengyelországban 1979-ben mutatták be a mozikban. Magyarországon 1981. január 3-án az MTV1-en vetítették le a televízióban.

## Szereplők
- Lolka – Egyik szereplő, a valamennyi fekete szálas hajú, fehér pólós, lila nadrágos fiatalabbik testvér.
- Bolka – Másik szereplő, a fekete hajú, sárga ruhás, piros rövidnadrágos idősebbik testvér.

## Szereposztás
| Szereplő           | Eredeti hang     | Magyar hang        |
| ------------------ | ---------------- | ------------------ |
| Lolka              | Danuta Mancewicz | Kútvölgyi Erzsébet |
| Bolka              | Ewa Zlotowska    | Várhegyi Teréz     |
| Jeremiasz Pitsbury | Jan Kociniak     | Harkányi Endre     |